# Трутовський Володимир Євгенович
Володимир Євгенович Трутовський (1889, місто Костянтиноград, тепер Берестин Харківської області — розстріляний 4 жовтня 1937) — російський революціонер, один із організаторів партії лівих есерів, народний комісар місцевого самоврядування Російської Радянської Республіки (РРФСР). Член ВЦВК 2-4 скликань.

## Біографія
Народився у дворянській родині. Навчався в гімназії. Член Партії соціалістів-революціонерів (есерів) з 1907 по листопад 1917 року.
У 1908 році закінчив 4-ту Харківську гімназію та вступив на юридичний факультет Харківського університету. У 1909—1910 роках почав писати нариси для провінційних газет.
10 грудня 1910 року заарештований за участь у революційній пропаганді, виключений із університету і в 1911 році засуджений до адміністративної висилки на три роки під гласним наглядом поліції в Онегу Архангельської губернії. З серпня 1911 по червень 1912 року проживав у Архангельську. Працював у групі розробки архівних документів перепису населення 1775 року. Співпрацював у місцевих журналах «Известия Архангельского Общества изучения Русского Севера» та «Архангельские городские известия». З червня 1912 року — знову на поселенні в Онезі.
Після закінчення терміну заслання у 1914 році виїхав до Санкт-Петербурга. 1914 року опублікував книгу «Сучасне земство». Редагував газети петербурзької організації есерів «Бодрая мысль», «Смелая мысль», був офіційним видавцем журналу «Современник» у 1914—1915 роках.
Після Лютневої революції 1917 року — член Петербурзького комітету Партії соціалістів-революціонерів (ПСР). З серпня 1917 року — член редколегій газети «Земля и Воля» та журналу «Наш Путь». У листопаді 1917 року вийшов із ЦК ПСР, у грудні 1917 року приєднався до ЦК партії лівих есерів (ПЛСР), після І-го та ІІ-го з'їздів ПЛСР був членом фінансової та видавничої комісій ЦК ПЛСР. Член виконавчого комітету Всеросійської Ради селянських депутатів. Обраний у листопаді 1917 року до Всеросійських установчих зборів за списком Уфимської Ради селянських депутатів.
18 (31) грудня 1917 — 18 березня 1918 року — народний комісар місцевого самоврядування Російської Радянської Республіки (з січня 1918 року — РРФСР), член Ради народних комісарів РРФСР.
У липні 1918 року брав участь у лівоесерівському заколоті. Після ліквідації заколоту переховувався під Москвою та в Казані. 27 листопада 1918 року Верховним ревтрибуналом при ВЦВК заочно засуджений до 3 років ув'язнення. Заарештований у лютому 1920 року в Петрограді, але незабаром звільнений внаслідок підписання «Тез ЦК ПЛСР» про єдність революційного фронту.
З 1920 року — слухач східного факультету Академії Генерального штабу РСЧА, член редколегії журналу «Знамя».
Знову заарештований 10 березня 1921 року і до 1923 року перебував у в'язниці. Після закінчення терміну ув'язнення в квітні 1923 року засуджений на заслання до міста Пржевальська (Туркестан) на три роки. На знак протесту проти цього вироку, перебуваючи в Лефортовській в'язниці, намагався покінчити життя самоспаленням.
У 1925—1926 роках жив у місті  Полтаві, керував нелегальною діяльністю ПЛСР. У 1926 році засланий до Краснококшайська (Йошкар-Ола), потім перебував на засланні у Шадрінську, Алма-Аті, Оренбурзі. До лютого 1937 року жив у Алма-Аті, працював економістом. У 1920—1930-ті роки написав книгу «Сорочинська трагедія», а також низку фрагментів мемуарів, які закінчив на засланні в Алма-Аті.
7 лютого 1937 року заарештований органами НКВС. Засуджений Військовою колегією Верховного суду СРСР 4 жовтня 1937 року за статтями 58-8, 58-11 Карного кодексу РРФСР до страти і того ж дня розстріляний.
Реабілітований 7 серпня 1992 року Генеральною прокуратурою Республіки Казахстан.